# Harpactea kareli
Harpactea kareli är en spindelart som beskrevs av Robert Bosmans och Beladjal 1991. Harpactea kareli ingår i släktet Harpactea och familjen ringögonspindlar.
Artens utbredningsområde är Algeriet. Inga underarter finns listade i Catalogue of Life.